# Moisés ibn Tibbon
Moisés ibn Tibbon (nacido en Marsella; prosperó entre 1240 y 1283) fue un médico judío, autor y traductor. El número de trabajos escritos por Moisés ibn Tibbon indica que probablemente haya llegado a una gran edad. Fue hijo del judío Samuel ibn Tibbon, y padre de Judah ibn Tibbon quien fue importante en la controversia con Maimónides que tuvo lugar en Montpellier. Con otros médicos judíos de Provenza, sufrió debido al orden del Consejo de Bézier (mayo de 1246) que prohibía a médicos judíos tratar a los no judíos.

## Obras
Moisés ibn Tibbon escribió las siguientes obras:
- Comentario sobre cánticos (Lyck, 1874). Escrito bajo la influencia de Maimónides, es de carácter filosófico y alegórico, y es semejante al escrito por su cuñado Abba Mari ben Simson ben Anatoli, de quien cita en repetidas ocasiones.
- Comentario al Pentateuco. De una forma u otra, Judah Mosconi (c. 1370), en sus supercomentarios sobre los escritos de Abraham ibn Ezra, expresa dudas sobre la autenticidad de este comentario a causa de varias explicaciones muy insatisfactorias. De acuerdo con Steinschneider, fue simplemente un supercomentario de Abraham ibn Ezra.
- Sefer Pe'ah, una explicación alegórica de pasajes aggadah en el Talmud y el Midrásh (Neubauer, "Cat. Bodl. Hebr. MSS." No. 939, 9).
- Comentario sobre los pesos y medidas de la Biblia y el Talmud (MSS Vaticanos., No. 298, 4; véase Assemani, "Catal." p. 283; Steinschneider, "Joseph ibn Aḳnin", en Ersch y Gruber, "Encyc." sección ii., part 31, p. 50; "Ginze Nistarot", iii. 185 et seq.).
- Carta sobre preguntas planteadas por su padre, Samuel ibn Tibbon, en consideración a Maimónides Moré Nebujim (Guía de los perplejos) (Neubauer, "Cat. Bodl. Hebr. MSS." No. 2218, 2).

## Traducciones
Las traducciones de Moisés ibn Tibbon son aún más importantes y numerosas que sus trabajos originales. Estas incluyen versiones de trabajos árabes sobre filosofía, matemática, astronomía y medicina. En la siguiente lista, el nombre del autor de la obra precede el título por el que se conoce la traducción. Sus más importantes traducciones son las siguientes:
- Averroes: Comentarios, etc., sobre Aristóteles: Physica Auscultatio (alrededor de 1250; Steinschneider, "Hebr. Uebers." p. 109); Kelale ha-Shamayim weha-'Olam (De Cœlo et Mundo; l.c. p. 126); Sefer ha-Hawayah weha-Hefsed (1250: De Generatione et Corruptione; l.c. p. 130); Sefer Otot 'Elyonot (Meteora; l.c. p. 135); Kelale Sefer ha-Nefesh (1244: De Anima; l.c. p. 147); Bi'ur Sefer ha-Nefesh (1261: The Middle Commentary; l.c. p. 148); Ha-Hush we-ha-Muḥash (1254: Parva Naturalia; l.c. p. 154); Mah she-Aḥar ha-Ṭeba' , (1258: Metaphysica; l.c. p. 159); Bi'ur Arguza (comentario del "Arjuzah" de Avicenna; Renan, "Averroes," p. 189; Steinschneider, l.c. p. 699).
- Avicena: Ha-Seder ha-Ḳaṭon (1272: "El pequeño Canon"; l.c. p. 693, comp. p. 285).
- Batalyusi: Ha-'Agullot ha-Ra'yoniyyot (Al-Ḥada'iḳ, basado en la "semejanza del mundo a una esfera imaginaria"; l.c. p. 287), editado por D. Kaufmann ('Die Spuren al-Bataljusi's in der Jüdischen Religionsphilosophie," Leipsic, 1880).
- Al-Hassar: Sefer ha-Ḥeshbon (1271: Tratado de aritmética; Steinschneider, l.c. p. 558; "Isr. Letterbode," iii. 8).
- Euclides: Shorashim, o Yesodot (1270: Los Elementos; Steinschneider, l.c. p. 506, comp. p. 510).
- Alfarabi: Hatḥalot ha-Nimẓa'ot ha-Tib'iyyim (1248: Libro de los principios; l.c. p. 291. comp. p. 47), edited by H. Fillpowski, en un almanaque hebreo 5610 (Leipsic, 1849).
- Geminus: Ḥokmat ha-Kokabim, o Ḥokmat Tekunah (1246, Naples: Introducción al Almagesto de Ptolomeo; l.c. p. 539).
- Ibn al-Jazzar: Ẓedat ha-Derakim (1259. Viaticum)
- Hunain: Mabo el Meleket ha-Refu'ah (Introducción a la ciencia médica; l.c. p. 711).
- Razi: Ha-Ḥilluḳ weha-Ḥilluf (Libro de las clasificaciones [de las enfermedades]; l.c. p. 730); Al Iḳrabadhin (Antidotarium; l.c. p. 730).

Para otras de sus traducciones véase Steinschneider, l.c. pp. 177, 231, 362, 363, 416, 542, 544, 553; idem, "Cat. Bodl." cols. 1998 et seq.

## Traducciones de obras de Maimónides
Fiel a las tradiciones de su familia, Moisés ibn Tibbon tradujo aquellos escritos árabes de Maimónides que su padre no había traducido.
- "Miktab" o "Ma'amar be-Hanhagat ha-Beri'ut," un tratado de higiene en forma de una carta al sultán, impresa en el Kerem Ḥemed (iii. 9 et seq.), en el "Dibre Mosheh" de Jacob ben Moses Zebi (Varsovia, 1886), y por Jacob Saphir ha-Levi (Jerusalem, 1885, de su propio manuscrito, bajo el título "Sefer Hanhagat ha-Beri'ut"). Esta traducción (1244) fue una de sus primeras, si no la primera (Steinschneider, "Hebr. Uebers." pp. 770 et seq.).
- Comentario sobre el Mishná. Un fragmento de su traducción de Pe'ah, el cual fue publicado por A. Geiger 1847, que hace posible que al menos el tradujera el Seder Mo'ed entero(l.c. p. 925).